# アッシュル・ダン3世
アッシュル・ダン3世（Ashur dan III、在位：紀元前772年 - 紀元前755年）は、古代メソポタミア地方の新アッシリア帝国の王である。彼の時代も高官や軍人の勢力が強く、王権は制限されていた。たびたび疫病や反乱が起きたことが記録されている。彼の治世に日食が観測されたことがわかっており、これを基準として新アッシリア帝国時代の各王の治世期間が割り出されている。

## 来歴
アダド・ニラリ3世の息子として生まれ、兄王シャルマネセル4世の後を継いでアッシリア王となった彼の治世は、アッシリアの王政にとって厳しい時代だった。前王時代より引き続いて将軍シャムシ・イルが大きな勢力を振るっており、また宦官の勢力も依然として強力であったため、彼自身の権力はかなり制限されたと考えられる。王権が弱く地方長官の自立傾向が目立った時代であったため、大きな業績は無いが、シリアへの遠征や反乱の鎮圧の記録が残っている。
リンムの年誌によれば、紀元前765年、アッシリアを疫病が襲った。このため、翌年の記録では「王は国に留まる」と記述され軍事遠征は行われなかった。通例、アッシリア王は毎年のように遠征を行っており、この言葉は記録の残る紀元前858年から紀元前699年までの間で15回しか使われていない。紀元前763年にリッビ・アリで反乱が起こり、さらにアラプハやグザナでも反乱が起き、紀元前759年まで混乱が続いた。紀元前759年にはもう一度疫病が起きた。紀元前758年にグザナへの遠征が行われてようやく平和が回復され、その後、2年連続で「王は国に留まる」と記述されている。国力もしくは王個人の疲弊が窺われる。
彼の死後、弟のアッシュル・ニラリ5世が王位を継いだ。

## 日食と新アッシリア時代の編年
アッシリアでは毎年リンムと呼ばれる役職に1人の人間が選出され、毎年の記録はその年のリンム職にあった人間の名前で記録された（詳細はアッシリアを参照）。アッシュル・ダン3世の治世中のリンム、ブル・サギレ（Bur-Saggile, グザナの総督）の年の3月（シマヌ）に日食が起こったことが記録されている。この日食が天文学的に紀元前763年6月15日に発生したことが割り出せるため、この年がアッシリア年代学の基点となっている。このため、アッシュル・ダン3世の治世と連結可能な記録が残っていれば、非常に正確な編年を割り出すことが可能である。たとえば、新アッシリア時代の各王の治世年などは、この年を基点にして統治年数を加算、減算することで割り出されている。